# Bally Astrocade
Astrocade — игровая приставка и простая компьютерная система, созданная Midway, игровым подразделением Bally Technologies. Она продавалась, пока Bally не решила уйти с рынка. Права перешли сторонней компании, которая перевыпустила её и продавала примерно до 1983 года.

## История
Первоначально названная как Bally Home Library Computer, приставка была выпущена в 1977 году, но была доступна только при заказе через почту. Из-за задержек производства фактически ни один экземпляр не был отгружен до 1978 года, в то же время приставка была переименована в Bally Professional Arcade. В таком виде она продавалась в основном в компьютерных магазинах и изредка в розницу (в отличие от Atari VCS). В 1979 году Bally стала менее заинтересована в рыночной нише аркадных игр и продала свой отдел по потребительским продажам вместе с правами на разработку и производство приставки.
В то же время другая компания безуспешно пыталась вывести на рынок консоль Astrovision. Корпоративный покупатель от Montgomery Ward, заплативший за покупку, свел 2 группы вместе, и сделка состоялась. 
В 1981 году они перевыпустили приставку с картриджем BASIC в комплекте; приставка тогда была известна как Bally Computer System, в 1982 году название опять сменилось на Astrocade. Она продавалась под этим названием вплоть до консольного кризиса 1983 года и ушла с рынка примерно в 1985 году.
Midway давно хотела выпустить для приставки своё расширение ZGRASS-100. Система[какая?] разрабатывалась группой компьютерщиков Иллинойского университета, известной как Circle Graphics Habitat, вместе с программистами Nutting. Midway считала, что это сделает Astrocade более интересным для рынка. Однако проект был не готов к тому времени, когда Bally продала подразделение. Небольшая часть, возможно, была подготовлена в качестве ZGRASS-32 после того, как машина была переиздана Astrovision.
Комбинированная система должна была быть перевыпущена как Datamax UV-1. Система, сначала направленная на рынок домашних компьютеров, стало позиционироваться как система для вывода высококачественной графики на видеокассету. Они предлагались к продаже где-то между 1980 и 1982 годами, но количество произведённых единиц неизвестно.

## BASIC
Astrocade также имеет картридж с языком программирования BASIC, базирующийся на Lee Chen Wang's Palo Alto Tiny BASIC. Поддержка BASIC на системе была очень трудной, поскольку один только дисплей использовал всю имеющуюся оперативную память.
Основные программы BASIC хранятся в видеопамяти путём чередования каждого бита программы наряду с самим дисплеем. BASIC использовал все чётные биты, а дисплей — все нечётные. Интерпретатор считывал два байта кода, отбрасывал все нечётные биты, а четные компилировал в один байт кода. Это происходило незаметно настройкой двух цветов, соответствующих двум другим цветам. Например, цвета 01 и 11 будут одинаковыми (белый). Дополнительная память очищалась использованием по вертикали 88 строк вместо 102. Поэтому программы BASIC имели доступ к 1760 байтам ОЗУ, что приводило к невозможности использования большей части мощности графической системы. BASIC программировался кропотливо, через клавиатуру, путём присвоения каждому из ключей одной команды, номера и несколько альфа-символов, выбираемых при помощи 4 цветных кнопок.

## ZGRASS
Модуль ZGRASS устанавливался под Astrocade и превращал его в "настоящий компьютер", имеющий полную клавиатуру, математический сопроцессор (FPU), 32К ОЗУ и 32К ПЗУ, содержащего язык программирования GRASS (на этой машине также известен как  GRAFIX). Устройство также добавляло I/O порты для кассет и флоппи-дискет, позволяя использовать это с CP/M.

## Спецификации

### Системная плата и картриджи
- CPU: Z80, 1.789 МГц
- RAM: 4К (до 64К с дополнительными модулями в порте расширения)
- ROM: 8К
- ROM Картриджа: 8К
- Расширение: 64К total
- Порты: 4 контроллерных, 1 расширительный, 1 для светового пера
- Звук: 3-канальный + эффекты шума/вибрации (через телевизор)

### Видео
- Разрешение:Настоящее 160x102 / Базовое 160x88 / Расширенная RAM 320x204
- Цвета: Настоящие 8* / Базовые 2
  - Bitmap структура Bally позволяет использовать только 4 настройки цвета. Однако, использование 2 цветовых палитр и левого/правого граничного байта может дать вам первый набор цветов в левой половине экрана (это может быть игровое поле) и второй набор на правой стороне (там может показываться такая информация, как очки, патроны и жизни), что в сумме давало 8 возможных цветов.
- Тип графики: Bitmap, 2D

## Список игр
- 280 Zzzap / Dodgem
- Amazing Maze / Tic Tac Toe
- Artillery Duel
- Astro Battle
- Bally Pin
- Basic (не игра)
- Baseball
- Basketball
- Bingo Math / Speed Math
- Bioryhtm
- Blackjack / Poker / Acey-Deucy
- Blast Droids
- Bowling
- Checkers / Backgammon
- Clowns / Brickyard
- Coloring Book
- Conan The Barbarian
- Cosmic Raiders
- Dog Patch
- Drag Race / Desert Fox
- Football
- Galactic Invasion
- Galaxian
- Grand Prix / Demolition Derby
- Gunfighter
- ICBM Attack
- Incredible Wizard
- Letter Match / Spell 'N Score / Crosswords
- Machine Language Manager (не игра)
- Mazeman
- Median
- Missile Attack
- Ms. CandyMan
- Muncher
- Music Maker
- Panzer Attack / Red Baron
- Pirates Chase
- Sea Devil
- Seawolf / Missile
- Soccer
- Solar Conqueror
- Space Fortress
- Space Invaders
- Star Battle
- Tornado Baseball / Tennis / Hockey / Handball
- Treasure Cove
- Wizard of Wor